# Jamna
Jamna je naselje v Občini Sveti Jurij ob Ščavnici.